# Taenaris flavipalpis
Taenaris flavipalpis är en fjärilsart som beskrevs av Rothschild. Taenaris flavipalpis ingår i släktet Taenaris och familjen praktfjärilar. Inga underarter finns listade i Catalogue of Life.